# Rakaia inerma
Rakaia inerma är en spindeldjursart. Rakaia inerma ingår i släktet Rakaia och familjen Pettalidae.

## Underarter
Arten delas in i följande underarter:
- R. i. inerma
- R. i. stephenensis